# Alberto Bessa Luz
Alberto Bessa Luz, ou apenas Alberto Luz (Jaicós, 31 de dezembro de 1920 – Teresina, 10 de março de 1992) foi um professor, jornalista e político brasileiro, outrora deputado federal pelo Piauí.

## Dados biográficos
Filho de Raimundo Minervo da Luz e Odila de Sá Barreto Bessa. Fundador da Cooperativa Agropecuária de Jaicós, do Sindicato Rural de Jaicós e do Ginásio Padre Marcos. No final do Estado Novo, ingressou na UDN, foi eleito prefeito de Jaicós em 1948 e deputado estadual em 1950, renovando o mandato parlamentar pelo PTB em 1954 e 1958. Secretário de Viação, Obras Públicas, Agricultura, Indústria e Comércio no governo Chagas Rodrigues, alcançou a suplência de deputado federal em 1962 e exerceu o mandato sob convocação. Em 1966 perdeu a eleição para deputado estadual pela ARENA e teve os direitos políticos cassados em 13 de março de 1969 pelo Ato Institucional Número Cinco.